# Sergei Anatoljewitsch Zwir
Sergei Anatoljewitsch Zwir (russisch Сергей Анатольевич Цвир; * 8. Februar 1974) ist ein ehemaliger russischer Ringer. Er war Weltmeister 1997 im griechisch-römischen Stil im Mittelgewicht.

## Werdegang
Sergei Zwir begann als Jugendlicher 1985 mit dem Ringen. Er konzentrierte sich dabei auf den griechisch-römischen Stil. Sein Verein war Trade Union SC Moskau, wo er hauptsächlich von den Trainern M. Sergejew und Efremow betreut wurde.
Auf der internationalen Ringermatte erschien Sergei Zwir erstmals 1993. Er war in diesem Jahr bei der Junioren-Weltmeisterschaft (Espoirs) in Athen am Start, kam aber dort nur auf den 10. Platz. Weitaus besser lief es für ihn bei der Junioren-Europameisterschaft (Espoirs) 1994 in Istanbul, denn er gewann dort im Halbschwergewicht den Titel vor Marek Sitnik aus Polen.
Bei den Senioren, bei denen er ab 1995 starten musste, gelang es ihm in Russland, sich gegen seine Konkurrenten, das waren vor allem Murat Kardanow und Sergei Nassewitsch, durchzusetzen. Schon bei seinem ersten Start  bei einer internationalen Meisterschaft bei den Senioren, der Europameisterschaft in Besançon, gewann er mit einem Sieg im entscheidenden Kampf über Christo Stantschew aus Bulgarien den EM-Titel. Bei der Weltmeisterschaft des gleichen Jahres in Prag verlor er gegen den neuen türkischen Ringerstar Hamza Yerlikaya und erreichte nur den 4. Platz.
Auch bei der Europameisterschaft 1996 in Budapest konnte Sergei Zwir nicht voll überzeugen, denn er erreichte nur den 6. Platz. Trotzdem hielt der russische Ringerverband an ihm fest und entsandte ihn auch zu den Olympischen Spielen 1996 nach Atlanta. Dort siegte er im Mittelgewicht in seinem ersten Kampf über den ungarischen Olympiasieger von 1992 Peter Farkas. In seinem zweiten Kampf traf er auf den deutschen Europameister Thomas Zander aus Aalen. Übermotiviert ließ er sich in diesem Kampf zu einem groben Foul gegen Zander hinreißen, als er dessen rechtes Ellbogengelenk im Stile eines Judokämpfers überdehnte. Dem Kampfgericht blieb nichts anderes übrig, als Zwir wegen dieses Fouls zu disqualifizieren. Damit wurde er mit vier Fehlpunkten belastet. Sergei Zwir gewann dann seinen nächsten Kampf über der Südkoreaner Park Myung-Suk, verlor aber in seinem vierten Kampf überraschend gegen den Weißrussen Walerei Zilent nach Punkten und musste ausscheiden. In der Endabrechnung belegte er deshalb nur den 10. Platz.
Dass er auch mit fairen Mitteln siegen kann, bewies Sergei Zwir dann bei der Weltmeisterschaft 1997 in Wrocław. Er gewann dort über Emzar Makaradse aus Georgien, Gotcha Ziziaschwili aus Israel, Thomas Zander und Hamza Yerlikaya und wurde in überlegenem Stil Weltmeister.
Bei der Europameisterschaft 1998 in Minsk verlor er im Mittelgewicht das Finale gegen Hamza Yerlikaya und kam auf den 2. Platz. In den folgenden Jahren kam er nur mehr im Jahre 2000 bei einem Olympia-Qualifikations-Turnier in Besançon, bei dem er nach einer Niederlage gegen Hamza Yerlikaya den 2. Platz belegte, zum Einsatz. Bei den Olympischen Spielen 2000 startete ein anderer russischer Ringer. Warum Sergei Zwir, der erst 26 Jahre alt war, vom russischen Ringerverband nicht mehr eingesetzt wurde, wurde nicht bekannt.

## Internationale Erfolge
(OS = Olympische Spiele, WM = Weltmeisterschaft, EM = Europameisterschaft, GR = griech.-röm. Stil, Mi = Mittelgewicht, Hs = Halbschwergewicht, damals bis 82 kg bzw. 90 kg Körpergewicht)
- 1993, 10. Platz, Junioren-WM (Espoirs) in Athen, GR, Mi, Sieger: Martin Lidberg, Schweden vor Elvan Mert, Türkei und Gotcha Ziziaschwili, Georgien;

- 1994, 1. Platz, Junioren-EM (Espoirs) in Istanbul, GR, Hs, vor Marek Sitnik, Polen, Alexander Rezemes, Ukraine u. Mirko Klein, Deutschland;

- 1994, 3. Platz, Großer Preis von Deutschland in Koblenz, GR, Mi, hinter Sergei Nassewitsch, Russland u. Thomas Zander, Deutschland u. vor Dan Henderson, USA, Knut Isaksen, Norwegen u. Jean-Pierre Wafflard, Belgien;

- 1995, 1. Platz, EM in Besançon, GR, Mi, mit Siegen über Jean-Pierre Wafflard, Murad Sargisjan, Armenien u. Christo Stantschew, Bulgarien;

- 1995, 4. Platz, WM in Prag, GR, Mi, hinter Hamza Yerlikaya, Türkei, Gocha Tschitschuaschwili u. Thomas Zander, Deutschland;

- 1996, 6. Platz, EM in Budapest, GR, Mi, hinter Hamza Yerlikaya, Peter Farkas, Ungarn, Gotcha Ziziaschwili, Tuomo Karila, Finnland u. Martin Lidberg;

- 1996, 1. Platz, Turnier in Eger/Ungarn, GR, Mi, vor Zsolt Simita u. Janos Kismodi, Ungarn, Waleri Zilent, Belarus u. Attila Bátky, Slowakei;

- 1996, 10. Platz, Olympische Spiele in Atlanta, GR, Mi, nach einem Sieg über Peter Farkas, einer Disq.-Niederlage gegen Thomas Zander, einem Sieg über Park Myung-suk, Südkorea u. einer Niederlage gegen Waleri Zilent;

- 1997, 1. Platz, WM in Wrocław, GR, Mi, mit Siegen über Emzar Makaradse, Georgien, Gotcha Ziziaschwili, Israel, Thomas Zander und Hamza Yerlikaya;

- 1998, 2. Platz, EM in Minsk, GR, Mi, hinter Hamza Yerlikaya u. vor Martin Lidberg, Thomas Zander und Gotcha Ziziaschwili;

- 2000, 2. Platz, Olympia-Qualif.-Turnier in Clermont-Ferrand, GR, Mi, hinter Hamza Yerlikaya u. vor Mohamad Abd el Fatah, Ägypten u. Marcin Letki, Polen